# 1953 en Ontario
Chronologie de l'Ontario
- 1949
- 1950
- 1951
- 1952
- 1953
- 1954
- 1955
- 1956
- 1957

Cette page concerne des événements d'actualité qui se sont produits durant l'année 1953 dans la province canadienne de l'Ontario.

## Politique
- Premier ministre : Leslie Frost du parti progressiste-conservateur de l'Ontario
- Chef de l'Opposition :
- Lieutenant-gouverneur :
- Législature :

## Événements

### Juillet
- 13 juillet : ouverture du Festival de Stratford du Canada.

### Octobre
- 11 octobre : L'hôpital Montfort ouvre ses portes en accueillant 3 000 personnes comme clients. Un premier bébé Louis-Marie Côté naît à l’hôpital à 16 h 30 pendant le déroulement de la cérémonie de bénédiction[1].

## Naissances
- 21 mai : Kathleen Wynne, première ministre de l'Ontario.
- 11 octobre : Louis-Marie Côté, premier bébé né à l'hôpital Montfort.

## Décès
- 2 janvier : Gordon Daniel Conant, 12e premier ministre de l'Ontario (° 11 janvier 1885).
- 5 janvier : Mitchell Hepburn, 11e premier ministre de l'Ontario (° 12 août 1896).
- 16 février : Norman Hipel (en), député provincial de Waterloo-Sud (1930-1943) et ministre du travail (en) (1938-1941) (° 21 mars 1890).
- 24 février : E. K. Brown (en), critique littéraire (° 15 août 1905).
- 20 mars : John Livingstone Brown (en), politicien (° 7 février 1867).
- 11 mai : Violet McNaughton, actrice (° 13 juin 1873).
- 19 septembre : Gordon Graydon, député fédéral de Peel (1935-1953) (° 7 décembre 1897).
- 26 décembre : David Milne, graveur et peintre (° 8 janvier 1882).